# Basellaceae
Basellaceae је назив фамилије скривеносеменица из реда Caryophyllales. Обухвата четири рода са тридесетак врста.